# Ljubomir Cuculovski
Ljubomir Cuculovski (1. septembar 1948, Bitolj, FNR Jugoslavija) je makedonski filozof i angažovani intelektualac. Diplomirao je filozofiju na Filozofskom fakultetu u Skoplju na temu Izvori Bergsonove teorije saznanja. Magistrirao je 1982. godine na temu Religija i moral, stekavši naučno zvanje magistar socioloških nauka. Svoj doktorski rad Karl Marks: Rađanje istorijskog materijalizma (1841-1848) odbranio je 1992. godine, postajući doktor filozofskih nauka.

## Nastavna i naučna karijera
U periodu 1973-1975 godine radio je kao asistent na Institutu za Sociološka i političko-pravna istraživanja u Skoplju. Od 1975 godine, pa sve do danas, radi na Institutu za filozofiju pri Filozofskom fakultetu u Skoplju. Kao asistent radio je do 1982 godine, kada je izabran za univerzitetskog predavača. U zvanju docent izabran je 1992 godine; 2000 godine izabran je u zvanju redovnog profesora. Zvanje professor ordinarius stekao je 2007. U svojoj univrzitetskoj karijeri držao je nastavu i seminarske časove iz više predmeta, pored ostalih i po predmetu Istorija marksizma. Sada drži nastavu i seminarske časove po sledećim predmetima: Teorije o religiji, Filozofija religije i Uvod u filozofiju.
Centar njegovih filozofskih interesovanja predstavljaju problemi neposredno povezani sa metafizičkim pitanjima o Bog i njegovoj prirodi, o njegovom postojanu, o mogučnosti njegovog saznanja, kao i pitanje postojanja Dobrog i Zlog, pod pretpotavkom da je dobri i pravedni Bog stvorio svet, smatrajući da je, možda, problem teodikeje ključni problem kako u teologiji, tako i u filozofiji religije uopšte. Na planu socijalne filozofije blizak je Marksovim analizama i saznanjima o strukturi i funkcioniranju kapitalizma. U tom kontekstu, posebno je zainteresovan za različite oblike ljudskog otuđenja, vršeći kritiku globalizacije, shvaćene kao vesternizacija, odnosno kao amerikanizacija, proces koji reducira sve kulture i sve ljudske vrednosti na samo jedan oblik - američki.

## Značajnije funkcije na univerzitetu
Dva mandata (1999-2005) bio je rukovodilac Instituta za filozofiju na Filozofskom fakultetu - Skopje. Za predsednika Univerzitetskog senata Univerziteta Sv. Kiril i Metodij izabran je 2000 godine.

## Naučna i publicistička delatnost
Učestvovao je u više naučnih projekata, uglavnom empirijske prirode. Objavio je više od 600 tekstova u naučnoj i stručnoj periodici, kao i u brojnim magazinima i dnevnoj štampi. Deo njrgovih tekstova objavljen je na bugarskom, hrvatskom i srpskom jeziku. Osnovne teme njegovih teorijskih analiza su savremena društvena i politička stanja kako umakedonskom društvu, tako i u svetu uopšte.
Bio je član više jugoslovenskih redakcija, između kojih: Marksizam u svetu (Beograd) i Socijalizam u svetu (Beograd). Danas je član redakcijskog odbora Novi Plamen i član redakcije časopisa Filozofija, koji izlazi u izdanju Filozofskog društva Makedonije.

## Objavljene knjige
- Marksov koncept čoveka, rada i otuđenja, Skopje, 1981;
- Svedoštva i komentari, Skopje, 1999, [мртва веза][мртва веза]
- Razne priče, Skopje, 2002 [мртва веза];
- Političke priče, Skopje, 2002 [мртва веза];
- Marksova antropološka kritika kapitala, Skopje, 2007. [мртва веза]
- Roman u jednoj noći, ViG Zenica, Skopje, 2011.

## Spoljašnje veze
- Филозофски Факултет - Скопје[мртва веза]